# (815) Coppélia
(815) Coppélia es un asteroide perteneciente al cinturón de asteroides descubierto el 2 de febrero de 1916 por Maximilian Franz Wolf desde el observatorio de Heidelberg-Königstuhl, Alemania.
Está nombrado por Coppélia, un ballet del compositor francés Léo Delibes (1836-1891).